# 斯賓塞·巴卡斯
斯賓塞·巴卡斯（英語：Spencer Bachus；1947年12月28日—）是美国的一位政治人物。在1993年至2015年期間，他是阿拉巴馬州第六國會選區選出的聯邦眾議員。他曾經擔任眾議院金融服務委員會主席。巴卡斯在2013年宣布將退休，並在2015年結束了自己的議員工作。